# Moises Padilla
Moises Padilla est une localité de la province du Negros occidental, aux Philippines. En 2015, elle compte 41 386 habitants.